# VOICE MAGICIAN II 〜SOUND of the CARIBBEAN〜
『VOICE MAGICIAN II 〜SOUND of the CARIBBEAN〜』（ヴォイス・マジシャン・ツー サウンド・オブ・ザ・カリビアン）は、2010年7月7日に発売されたHAN-KUN（湘南乃風）の2枚目のオリジナルアルバム。発売元はトイズファクトリー。

## 概要
- 2008年に発売された「VOICE MAGICIAN」から約2年ぶりとなった。
- シングル3作品とシングルのカップリング曲に加え、過去のコンピレーション・アルバムに収録された楽曲やアルバムでの新曲などを収録。
- 完全限定生産盤にはスペシャル・エクスクルージヴCD、ヒストリーブック（112ページ）、タオル、3Dアナザー・ジャケット、初回限定BOX（身蓋一体型）を付属。初回封入特典として「HAN-KUN LIVE TOUR 2010 LEGEND 〜SOUND of the CARIBBEAN〜」の全国ツアー先行予約シートを封入。

## 収録曲
1. INTRO
（編曲:CHICA (CHICA meets SOULFIRE)）
2. FIRE BURNING
（作詞・作曲:HAN-KUN / 編曲：HAN-KUN、CHICA (CHICA meets SOULFIRE)）
3. RAGGAMUFFIN
（作詞・作曲・編曲:HAN-KUN）
4. KEEP IT BLAZING
（作詞・作曲・編曲:HAN-KUN）
1stシングル
5. TOUCH THE SKY
（作詞・作曲・編曲:HAN-KUN）
3rdシングル
6. DREAMER
（作詞・作曲・編曲:HAN-KUN）
7. RED HOT
（作詞・作曲・編曲:HAN-KUN）
8. TREASURE HUNTER
（作詞・作曲・編曲:HAN-KUN）
9. BIG IT UP!!
（作詞・作曲・編曲:HAN-KUN）
10. RUB-A-DUB WARRIOR!!
（作詞・作曲:HAN-KUN / 編曲：HAN-KUN、CHICA (CHICA meets SOULFIRE)）
2ndシングルのカップリング曲。
11. Ms. M.I.C.
（作詞・作曲・編曲:HAN-KUN）
海外のリディム「Bomb A Drop」を使った楽曲。
12. DO THE REGGAE MUSIC 
（作詞・作曲・編曲:HAN-KUN）
13. BADDAZ
（作詞:HAN-KUN / 作曲:INFINITY16 & HAN-KUN / 編曲:Yoshitaka“Gakkey”Ishigaki、CHICA (CHICA meets SOULFIRE)）
「無限十六 vol.4 -BADDAZ riddim-」収録。
「無限十六 vol.4 -BADDAZ riddim-」に収録されたものとは一部歌詞が異なる。
14. STARS
（作詞・作曲・編曲:HAN-KUN）
海外のリディム「Relationship」を使った楽曲。
15. Don't Cry
（作詞・作曲・編曲:HAN-KUN）
2ndシングル
16. ONE LOVE
（作詞・作曲:HAN-KUN / 編曲：HAN-KUN、CHICA (CHICA meets SOULFIRE)）